# Русский язык в Монголии
Русский язык в Монголии — один из языков Монголии, которым, вследствие советско-монгольского сотрудничества, на бытовом уровне владеет большая часть населения страны.

## История

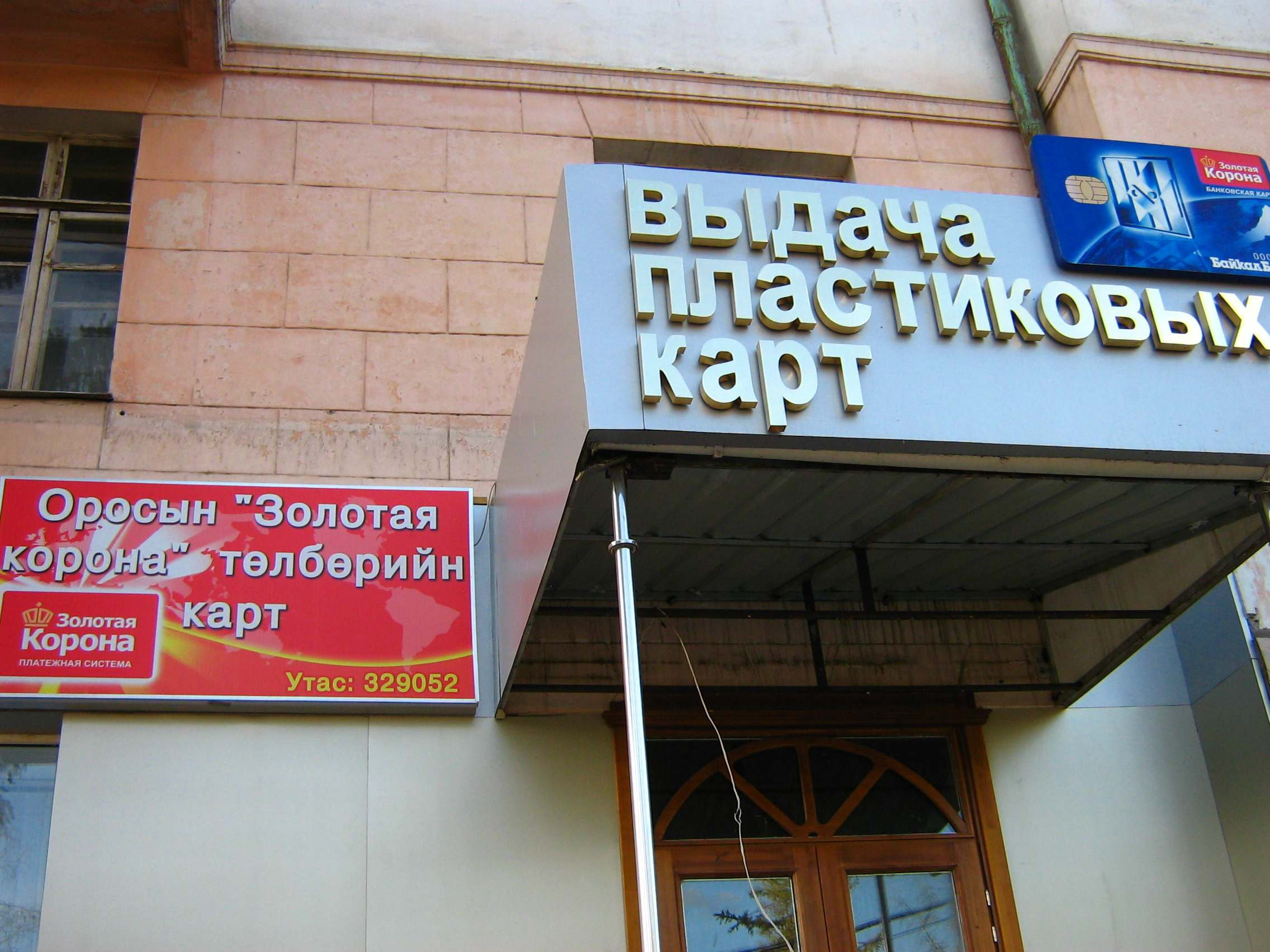
Офис российской платёжной системы в Улан-Баторе

На территории современной Монголии первые русскоязычные (купцы и казаки) появились в XVII веке. В дальнейшем его значение возрастало, так как несмотря на свою принадлежность Империи Цин (с 1691 года), в XIX веке Монголия, Джунгария, а затем и Маньчжурия попали в сферу влияния Российской империи.
После образования МНР, которая являлась союзником СССР, русский язык стал преподаваться в средних школах для местного населения. Кроме того, с учётом пребывания в то время большого числа советских специалистов и военнослужащих, на территории страны действовало немало школ, работавших по программе советских учебных заведений.
С 1991 года, после образования современной Монголии и распада СССР начался отток русскоязычных специалистов и военных, также, как следствие разрыва торгово-экономических связей между странами бывшего соцлагеря, количество русистов в стране резко сократилось. Одновременно с этим в Монголии, в виду открытости страны и экономической целесообразности, возрос интерес к китайскому, корейскому и японскому языкам, а английский язык, как язык международного общения, с 4 класса стал обязательным иностранным языком для преподавания в школах.
В 2006 году во всех средних школах Монголии было введено обязательное преподавание русского языка с 7-го класса, 15 марта 2007 года данное постановление подтвердил заместитель министра образования, науки и культуры страны Санжбэгз Томор-Очира. В 2007 году в столице прошёл съезд преподавателей русского языка и литературы в Монголии. По российским стандартам работают средняя школа при посольстве России в Монголии, столичная Российско-монгольская совместная школа № 3, школа-лицей при Уланбаторском филиале РЭУ имени Плеханова.

### Центры русского языка
В Монголии действует множество центров русского языка (ЦРЯ), их число резко возросло после введения обязательного изучения русского языка в средней школе с 2006/2007 учебного года.
По состоянию на 2021 год, более 25 ЦРЯ действуют при Российском центре науки и культуры (РЦНК) — крупнейшем представительстве Россотрудничества в Азиатско-Тихоокеанском регионе. Главный из таких центров находится в столице страны Улан-Баторе. Также действуют крупный ЦРЯ «Монгольская академия русcкого языка» и ещё один – при Правоохранительном университете в Улан-Баторе. Остальные ЦРЯ, управляемые РЦНК, расположены по всей стране при различных учебных заведениях, прежде всего при общеобразовательных школах, либо как региональные филиалы столичного ЦРЯ, на уровне аймака или сума. 
Самостоятельные центры русского языка открыты при Монгольском государственном университете науки и технологий, при филиале РЭУ имени Плеханова и в других вузах.